# Усть-Суерское
Усть-Суе́рское — село Белозерского района Курганской области. Входит в Памятинский сельсовет. Ранее также называлось Пухова, Пухова слобода, Пуховская слобода (по фамилии основателя).

## География
Расположено на левом берегу реки Тобол, на противоположном берегу от устья реки Суерь, в 28 км (35 км по автодороге) к северо-востоку от райцентра с. Белозерское и в 72 км (80 км по автодороге) к северо-востоку от г. Кургана.

### Часовой пояс
Усть-Суерское, как и вся Курганская область, находится в часовой зоне МСК+2. Смещение применяемого времени относительно UTC составляет +5:00.

## Население
| 1710 | 1763 | 1782 | 1795 | 1816 | 1834 | 1850 |
| ---- | ---- | ---- | ---- | ---- | ---- | ---- |
| 137  | ↗377 | ↗425 | ↘261 | ↗391 | ↗434 | ↘405 |
| 1868 | 1893 | 1912 | 1926 | 1989 | 2002 | 2004 |
| ↗482 | ↗577 | ↗825 | ↘784 | ↘262 | ↘226 | ↘211 |
| 2010 |      |      |      |      |      |      |
| ↘130 |      |      |      |      |      |      |

Резкое снижение населения между IV (1782) и V (1795) ревизиями объясняется оттоком населения в соседние деревни. В 1795 во вновь заведённой деревне Куимовой проживало 172 чел. (все семьи переселились из Усть-Суерской).
Национальный состав
- По переписи населения 2002 года проживало 226 человек, из них русские  — 96 %.
- По переписи населения 1926 года проживало 784 человека, из них русские 779 чел., латыши 3 чел.

## Историческая справка

### Археологические памятники
В окрестностях села есть археологические памятники:
| Наименование                                  | Местонахождение                                                      | Дополнительная информация                                             |
| --------------------------------------------- | -------------------------------------------------------------------- | --------------------------------------------------------------------- |
| Курганный могильник Усть-Суерское-I           | В 2 км к западу от с.Усть-Суерское                                   |                                                                       |
| Могильник Усть-Суерка-II                      | В 1,7 км к северо-западу от с. Усть-Суерского                        |                                                                       |
| Одиночный Курган-1 у с. Усть-Суерское         | В 0,9 км к северу от с. Усть-Суерское                                |                                                                       |
| Усть-Суерка, курганная группа-2 (Скрибинские) | В 3,4 км к северо-западу по азимуту 325 градусов с. Усть-Суерское    |                                                                       |
| Усть-Суерское (Ворокосовские) курганы         | В 3,2 км к северу по азимуту 345 градусов от с. Усть-Суерское        |                                                                       |
| Усть-Суерский (Ворокосовский) курган-2        | В 3,7 км к северо-западу по азимуту 345 градусов от с. Усть-Суерское |                                                                       |
| Усть-Суерка, поселение (Высокая Грива)        | В 6 км к юго-востоку от с. Усть-Суерское                             | Бронзовый век, черкаскульская керамика                                |
| Усть-Суерское (Ворокосовское) поселение-1     | В 1,4 км к северу по азимуту 40 градусов от с. Усть-Суерское         |                                                                       |
| Усть-Суерка поселение-1                       | В 1,7 к юго-востоку от с. Усть-Суерское                              |                                                                       |
| Усть-Суерка поселение-2                       |                                                                      |                                                                       |
| Усть-Суерка поселение-3                       | В 2,4 км к востоку от с. Усть-Суерское                               | Бронзовый век, черкаскульская керамика                                |
| Усть-Суерка поселение-4                       | В 3 км к юго-востоку от с. Усть-Суерка                               | Неолит, керамика с гребенчатой орнаментацией и боборыкинская керамика |
| Усть-Суерка Поселение-5                       | В 2 км к юго-востоку по азимуту 140 градусов от с. Усть-Суерское     |                                                                       |
| Усть-Суерка Поселение-6                       | В 3 км к юго-востоку по азимуту 110 градусов от с. Усть-Суерское     |                                                                       |
| Усть-Суерка Поселение-7                       | В 0,4 км к юго-западу от с. Усть-Суерское                            |                                                                       |
| Усть-Суерка Поселение-8                       | В 1,8 км к югу по азимуту 175 градусов от с. Усть-Суерское           |                                                                       |
| Усть-Суерка Поселение-9                       | В 3,7 км к югу по азимуту 171 градус от с. Усть-Суерское             |                                                                       |

### История села
Усть-Суерской слободы слободчик Васька Степанов сын Пухов (1655 — после 1710) пришёл из Чубаровской слободы Тобольского уезда и в 1681/82 году основал Усть-Суерскую слободу. В 1689 году жил в деревне Зырянской Усть-Суерской слободы. В 1710 году Василий Пухов числился в беломестных казаках в самой Усть-Суерской слободе.
В 1695 году приказчиком Усть-Суерской слободы был Никита Ульянович Ремезов, родной брат Семена Ульяновича Ремезова.
В 1710 году в слободе проживал приказчик тобольской сын боярский Леонтий Черкасов.
2 декабря 1711 года за построение Усть-Суерской и других слобод и заселением в них крестьян тобольский дворянин Феофилов получил дворянство по московскому списку. 
Весной 1761 года было большое наводнение. Слобода была перенесена на другое, более высокое место по причине вреда, причиняемого этому месту весенним разлитием вод. На месте старой слободы возникла д. Куимова (Одина).
В Ведомости Ялуторовского дистрикта Усть-Суерской слободы от 8 февраля 1749 года указано, что в Усть-Суерской слободе 38 дворов, в которых крестьян, мужчин в возрасте от 18 до 50 лет — 38 человек,  у них огнестрельного оружия было 3 винтовки (у Егора Шабалина, у Василия Устюжанина, у Василия Шабалина) и 1 турка (у Парфёна Шабалина).
Во время Крестьянской войны под предводительством Емельяна Пугачёва в конце февраля 1774 года жители слободы поддержали восставших. 5 марта 1774 года слобода была занята бунтовщиками во главе с бывшим дьячком, а теперь есаулом Тимофеем Бурцовым. Была разграблена церковь и уничтожены церковные документы. Священник Усть-Суерской слободы Симеон Шалабанов узнав о том, что прихожане начинают переходить на сторону бунтовщиков идет в волостное правление и пишет воззвание к местным жителям, в котором «заклинает их не предаваться на сторону мошенников, а сидеть дома и, соединившись, отражать самозванца». Написанное воззвание священник оставляет на столе волостного правления и уходит домой. Бурцев, прочитав воззвание, разрывает его. Затем он и еще несколько человек идут к дому Шалабанова где избивают священника. Сын священника, Дмитрий, учившийся в одном монастыре с Бурцевым, упрекает того в несправедливых угрозах, объясняя, что его отец ни в чем не виноват, а исполняет лишь свои прямые обязанности, как верноподданный царствующей императрицы.
6 марта 1774 года в слободу прибывает отряд атамана И. И. Ковалевского. Есаул Бурцев с тремя людьми приходит в дом к священнику Шалабанову и велит тому одеться в священное облачение, чтоб встречать крестами и колокольным звоном атамана. Шалабанов говорит, что идти от побоев не может. Тогда Бурцев и его люди «взяв за волосы, вытащили Шалабанова и до церкви в шею толкали, устращивали смертью ежели не послушается». В это время под Усть-Суерским началось большое сражение 3000 восставших во главе с атаманом Иваном Ковалевским против военной команды в 300 человек во главе с майором Эртманом. В шести верстах севернее слободы мятежники, рассыпавшись группами на обширном пространстве, начали атаковать команду с разных направлений. По глубокому снегу подчиненные Эртмана прошли вперед четыре с половиной версты. Здесь перед ним предстали главные силы главного атамана Ковалевского, который составляли яицкие казаки, башкиры, крестьяне Тобольской губернии и плененные солдаты. Плененный ранее пугачёвцами сержант Тобольского батальона Василий Боровиков убедил атамана доверить ему артиллерию «и дозволение выпросил выбрать из захваченных в толпу солдат». Открыв против команды майора Эртмана беспрерывную пальбу, он нацелил ее таким образом, что ядра летели мимо и «ни малейшего вреда команде не причинили». Драгуны поручика фон Трейблюта и казаки прапорщика Черноусова из команды Эртмана предприняли лобовую атаку, а отдельный отряд на лыжах зашел с тыла. Повстанцы дрогнули и стали разбегаться. Восставшие потеряли в бою всю артиллерию и 600 убитых, в плен было взято 130 человек. Пленные были казнены: расстреляны, колоты копьями или повешены. Атаман И. И. Ковалевский погиб. «В страх другим, в доказательство того, что это государственные злодеи, воры и разбойники», труп атамана был повешен в Пуховой слободе. На этой же виселице закончил свою жизнь его плененный сподвижник хорунжий Матвей Скорин. «Священника Шалабанова вязали, били и под караулом держали той Усть-Суерской слободы Василий Устюженин, деревни Памятной Федор Жернаков и Абрам Аристов, деревни Кушмы (Поляковой) Никита Поляков. А как прибывшим в Усть-Суерскую слободу майором Эртманом воровская толпа разбита и об оных пущих бунтовщиках ему, майору было донесено, то по его приказанию Никита Поляков был застрелен, а прочие четыре человека повешены».
Слобода была центром Усть-Суерской волости Курганской округи Тобольского наместничества, затем волость входила в Курганский округ Тобольской губернии, со 2 июня 1898 года — в Курганский уезд Тобольской губернии.
В слободе ежегодно в дни престольных праздников проходили три торжка: Никольский летний 9 мая, Савватиевский 27 сентября и Никольский зимний 6 декабря. Время их появления не установлено, но известно, что в 1789 году они существовали.
В 1889 году появилась школа, первой учительницей стала Наталия Адриановна Алексеева (1872—1947).
17 июня 1918 года добровольческий отряд совместно с белочехами (около 130 пеших и 15 конных) вышел из г. Кургана для преследования отряда красных под командованием председателя крестьянской секции курганского совдепа Дмитрия Егоровича Пичугина. Утром 18 июня отряд прибыл в с. Белозерское и оттуда двинулся к Усть-Суерскому. Белочехи заняли в Усть-Суерском переправу через Тобол, а местные сообщили, куда двинулись красноармейцы. Красноармейцы были взяты в плен штаб-ротмистром Гусевым. Отряд забрав отнятое оружие (150 винтовок) и 21 пленного двинулись в обратный путь. Рядовые были отпущены, из них 5 решили вступить в добровольческий отряд. По дороге, 23 июня 1918 года, Д.Е. Пичугин и один из его соратников расстреляны.
17 августа 1919 года, красный 266-й рабочий имени И.М. Малышева полк, выступил из д. Стенниково и захватил с боем переправу у с. Усть-Суерское. К вечеру он расположился на позициях от устья реки Суерь до д. Новопереладово. Напротив позиций 266-го полка, по берегу реки Тобол, оборону держали белые полки только что образованной Сводной Сибирской дивизии. От д. Дугино до излучины Тобола в 1,5 километрах южнее д. Зверево, оборону держал выделенный из состава 18-й Сибирской дивизии белый 71-й Сибирский полк, под командованием подполковника Соколова. От речной излучины и до д. Волосниково, — 1-й Штурмовой полк под командованием капитана Баландина. Вторую линию окопов, в тылу передовых частей, занимал 2-й Штурмовой полк под командованием Китновского. Штаб Сводной Сибирской дивизии под командованием полковника Петухова, его помощника подполковника Троицкого и начштаба капитана Рыбакова, вместе с дивизионным учебным батальоном был в д. Тюменцево. 17 августа 1919 года красный 265-й Уральский полк наступал на д. Старошадрино и у д. Поляково (Поляковская) безуспешно атаковал батальон белого 60-го Бугурусланского полка из состава 15-й Омской дивизии. Позиция белых, упиравшаяся правым флангом в оз. Каурово, а левым флангом — в реку Тобол, не давала возможности подойти к переправе. Красноармейцам удалось только занять к вечеру с боем д. Старошадрино. Попытка красного батальона 265-го Уральского полка с утра 18 августа 1919 года наступать на белый плацдарм была легко отбита. 18 августа 1919 года подошёл красный 267-й Горный полк. Передав ему свои позиции у д. Полякова, красноармейцы 265-го Уральского полка выступили дальше вниз по течению Тобола. К вечеру, 265-й Уральский полк без боя занял деревни Тютрина, Волково и Верхотурово и развернулся до д. Макарово. К вечеру 18 августа 1919 года, части 30-й дивизии заняли весь западный берег реки Тобол, за исключением оставшегося у белых плацдарма у деревни Полякова. Штаб комбрига 2-й бригады Н.Д. Томина остановился в с. Першино. После подхода к плацдарму у д. Полякова 266-го рабочего имени Малышева полка, красные решили повторить атаку в темноте. Вечером начался штурм. Бой шёл всю ночь. К утру 19 августа 1919 года, оборонявший деревню белый батальон 60-го Бугурусланского полка не выдержал натиска и отошел за Тобол, потеряв 120 винтовок, 2700 патрон, 2 гранаты и 40 пленных, в том числе 1 офицера.
18 и 19 августа 1919 года белый 18-й Сибирский артиллерийский дивизион вел огонь по селу Усть-Суерскому, пресекая все попытки красноармейцев подойти к берегу. 21 августа 1919 года его огнем была рассеяна красная рота, шедшая на подводах в с. Усть-Суерское. К вечеру 21 августа 1919 года, 1-я Кронштадтская (командир Липин) и 3-я Красноуфимская (командир Каспарсон) батареи подошли из с. Першино в д. Стенниково, а 2-я Красноуфимская батарея (командир Вандер) прибыла из д. Лебяжье в д. Вагино. Им была поставлена задача, поддержать огнем на переправе. Все три батареи, входили в состав 1-го легкого артиллерийского дивизиона, которым командовал Аркадий Кузьмич Сивков, а комиссаром был Мутин. Дивизион насчитывал 12 трехдюймовых (76-мм) орудий, 38 командиров и 847 солдат-артиллеристов.
На помощь бугурусланцам выступил 15-й Сибирский егерский батальон, под командованием поручика Чичанкова(?). Он состоял из двух рот по 100—150 штыков имевших на вооружении два пулемета. Батальон при поддержек легкой трехорудийной батареи 18-го Сибирского артиллерийского дивизиона форсировал Тобол и отбил д. Поляково. Отойдя на два километра, красноармейцы окопались. Егеря, при поддержке батареи, безуспешно попытались выбить красный батальон с его позиций. Потери 266-го красного полка в этом бою составили 5 убитых, в том числе погиб помощник начальника пешей разведки, а так же 27 раненных и 4 контуженных, среди которых 3 командира роты и 1 командир взвода. Вечером, к красным пришел егерь-перебежчик, рассказавший, с кем они сражались. После этого, боевые действия на участке 266-го полка прекратились, и наступило временное затишье.
Вечером 21 августа 1919 года, на берег реки были высланы красные разведчики. Оказалось, что на всем левом фланге 2-й бригады, белые без боя оставили свои окопы на восточном берегу и отошли. Торопясь использовать эту ситуацию, уже вечером 21 августа 1919 года, передовой батальон 267-го Горного полка без боя переправился через Тобол у д. Суерское и занял д. Поспелова. Остальные два батальона расположились в д. Старошадрино и д. Суерское. 265-й Уральский полк так же без боя переправился у д. Макарова и занял д. Снегирева. В д. Полякова, к удивлению красных разведчиков противника не оказалось. Последний плацдарм на западном берегу был оставлен белыми без боя, а мост через реку в данном месте они сломали. Еще один мост у д. Ново-Переладово белые сожгли. Появившаяся здесь на берегу, разведка красноармейцев-малышевцев, была обстреляна белой 3-дюймовой двухорудийной батареей, стоявшей в районе д. Зверево и выпустившей по разведчикам 19 снарядов.
С утра 22 августа 1919 года белая батарея обстреливала д. Поляково. 2-й батальон 266-го полка под командованием Сергея Ефимовича Горячевского, начал на лодках переправу. Когда красные достигли середины реки, белые начали их обстреливать. В ответ ударили 1-я Кронштадтская и 1-й взвод 2-й Красноуфимской батарей. Встав на позиции в 5-6 километрах восточнее д. Мясниково, они открыли огонь по д. Лескова и белой батареи у д. Зверево, выпустив по ним 68 снарядов. Под обстрелом белая артиллерия замолчала. Используя момент, 4-я рота достигла берега и с ходу с боем заняла д. Лескова. Развивая наступление, 1-й и 3-й батальоны атаковали д. Дугино и с. Коркино. Одновременно, 2-й батальон 266-го полка двинулся в обход позиций противника. Здесь белый 59-й Саянский Сибирский полк из состава 15-й Омской дивизии оказал упорное сопротивление. Захват д. Дугино и с. Коркино, обеспечивал правый фланг наступавшей бригады, от возможного контрудара с юга и юго-востока. На участке остальных полков бригады Томина, переправа и продвижение вперед происходили значительно легче. Так, 267-й Горный полк с 2-м взводом 2-й Красноуфимской батареи, выступив из занятой накануне д. Поспелово, к вечеру без боя занял лежащие по берегам реки Емуртла деревни Коркино, Асеево и Бунькова. На левом фланге бригады, 265-й Уральский полк занял без боя лежащие по берегу Тобола деревни Калинино, Скородум, Московское, Угрениново, Один и Скурзино. Выйдя из с. Першино, к нему двигалась 3-я Красноуфимская батарея. Таким образом, 2-й бригаде Томина, удалось первой форсировать реку на участке 30-й красной дивизии. Она вырвалась вперед и чтобы не получить удар во фланг, весь следующий день 23 августа 1919 года, стояла на месте, удерживая занятые накануне прибрежные населенные пункты и дожидаясь переправы остальных бригад 30-й дивизии — 1-й и 3-й. Тем, удалось переправиться лишь на следующий день 23 августа 1919 года, в районе с. Белозерское, д. Пешная и с. Усть-Суерское, отбросив части 4-й Сибирской и Сводной Сибирской дивизий вверх по течению реки Суерь. Тем временем, используя этот прорыв томинцев, начдив Е.Н. Сергеев решил направить Нарвский полк Красных Гусар, через их участок в набег в глубокий тыл белых. Целью рейда ставилось село Омутинское. Получив задачу, красные гусары вышли 22 августа 1919 года из с. Салтосарайского и на следующий день вошли в деревни Вагино и Мясниково. С 24 августа 1919 года, начался общий отход 2-й армии генерала Н.А. Лохвицкого на восток по всей линии фронта.
В 1919 году образован Усть-Суерский сельсовет, упразднён 14 июня 1954 года.
В 1928 году, во время коллективизации, в Усть-Суерском убит комсомолец Алексей Александрович Рогачев (1914—1928). Его имя присвоено в 1975 году пионерскому лагерю (ныне МКУ «ДОЛ им. А. Рогачева»).
В годы Советской власти жители села работали в колхозе им. Куйбышева, затем, в 1950-е или 1960-е он был присоединён к колхозу «Заветы Ильича». В постсоветские годы колхоз был преобразован в ЗАО «Зауралье» (ИНН 4504000279). 26 июня 2015 года хозяйство перестало существовать в связи с его ликвидацией на основании определения арбитражного суда о завершении конкурсного производства.

## Общественно-деловая зона
В 1970 году в селе установлен обелиск погибшим в гражданской и Великой Отечественной войнах, увенчан пятиконечной звездой, на гранях плиты с фамилиями погибших.

## Церковь
Первая церковь в слободе Усть-Суерской была построена 1690-х годах. Существовала около 30 лет, сгорела.
В 1733 году построена новая деревянная церковь во имя Святителя Николая. 
В 1761 году с разрешения Высокопреосвященнейшего Павла, митрополита Тобольского и Сибирского, она была перенесена на другое, более высокое место, куда переведена и сама слобода. По другим сведениям перенесение состоялось только в 1767 году, хотя возможно, что храм переносился дважды. В 1767 году работы производил плотник Фёдор Абрамов.
26 мая 1780 года дана Благословенная грамота за подписью Высокопреосвященнейшего Варлаама, епископа Тобольского и Сибирского на заложение в Усть-Суерской слободе каменной церкви. В 1804 году завершены строительные работы. В церкви устроено два престола. Главный нижний тёплый храм во имя Святителя и Чудотворца Николая, архиепископа Мир Ликийских, был освящен в 1800 году, а 1805 году — верхний холодный во имя Преподобных Зосимы и Савватия Соловецких Чудотворцев. Церковь представляла собой каменное двухэтажное здание с двухъярусной колокольней. Храм увенчан пятью главами и по одной главе имелось на алтаре и колокольне. Купола и главы были покрыты по дереву железом и выкрашены зелёной краской. На трапезной и колокольне крыши первоначально были деревянные, позже заменены железными. Кресты на главах были установлены железные, вызолоченные листовым золотом. В обоих этажах с колокольней имелось 38 окон, в 12 из них на нижнем этаже были установлены железные решётки. Под колокольней были устроены небольшая кладовая и деревянная лестница, ведущая в верхнюю церковь.
4 декабря 1839 года и в 1843 году в церкви был пожар.
5 (18) августа 1919 года в верхнем этаже храма залетевшим снарядом были разбиты крыша, потолок и стены, поврежден иконостас. 
В 1928 году учащиеся школы колхозной молодёжи по команде председателя сельсовета устроили разгром в церкви, после чего она была закрыта на ремонт, а прихожане молились в церковной сторожке.
7 декабря 1934 года постановлением президиума Белозерского райисполкома звон колоколов запрещен (на колокольне имелись 6 колоколов). Вскоре (предположительно в 1936 году) храм был официально закрыт постановлением Челябинского облисполкома.
Здание использовалось под склад зерна, затем как спортивный зал, сельский Дом культуры и снова склад.
В 2007 году начался ремонт на средства благотворителей — Валерия Юрьевича и Геннадия Юрьевича Шмаковых. Была устроена новая железная крыша, проведен ремонт фасадов, а 2 октября 2009 года состоялось освящение храма во имя преподобного Савватия Соловецкого и установка новых золочёных куполов и крестов.

## Часовня
Часовня в честь иконы Божией Матери «Скоропослушница» построена в 1915 году на приходском кладбище на средства крестьянина с. Усть-Суерского Онуфрия Илларионовича Пуерова. В 1928 года ещё действовала. Ныне не существует.

## Первопоселенцы
Переписная книга дворов Тобольского уезда. РГАДА ф.214 опись 1 часть 8 дело 6894. Перепись датирована по времени пребывания в Тобольске письменного головы Ивана Денисовича Спешнева (1689 год?). Список глав семей:
- писчей дьячек Филатко Денисов сын Буслаев, родом он Галицкого уезда
- беломесные казаки:
  - Омелка Кирилов сын Шаврин, родом он с Соли Вычегоцкой
  - Онтипка Федоров сын Петухов, родом он города Тюмени
  - Ромашка Григорьев сын Котанаев, родом он Верхотурского уезда Невьянского острогу
  - Васка Андреев сын Глазков, родом он Верхотурского уезда Невьянского острогу
  - Ивашка Васильев сын Стерх, родом он с Устюжского уезду Устьянской волости
  - пушкарь Осташка Лыков сын Колесов, родом он Галечанин
  - воротник Ивашко Онофриев сын Онохин, родом он города Тюмени
- оброчные крестьяне
  - Петрушка Григорьев сын Человечков, родом он Тобольского уезду Чюбаровской слободы
  - Ларка Степанов сын Беспалов, родом он Верхотурского уезду Невьянского острогу
  - Ивашко Кондратьев сын Черной, родом он Тобольского уезда Мурзинской слободы
  - Федка Кондратьев сын Симанов, родом он Тобольского уезду Мурзинской слободы
  - Васка Семенов сын Зверев, родом он Тобольского уезду Мурзинской слободы
  - Омелка Семенов сын Корова, родом он с Соли Вычегоцкой
  - Оника Ортемов сын Половников, родом он Тобольского уезду Исецкого острогу
  - Офонка Григорьев сын Достовалов, родом он Верхотурского уезду Невьянского острогу
  - Ганка Сидоров сын Калинин, родом он Верхотурского уезду Невьянского острогу